# 田志强
田志强（1969年3月—），山东省邹县人，中华人民共和国政治人物。

## 生平
1969年3月，田志强出生在山东省邹县。
1987年，田志强进入天津城市建设学院（今天津城建大学）土木工程系工民建专业学习，1991年毕业后分配至天津有机合成厂基建科出任一名干部，在任期间于1995年6月加入中国共产党。
1998年4月，田志强调任中共天津市委宣传部理论研究室工作，先后出任副主任科员、办公室机要秘书、办公室主任科员、助理调研员。
2004年5月，田志强调至海南省，出任中共海南省委办公厅秘书二处秘书，2006年7月升任正处级秘书，2007年12月转任海南省人民政府办公厅一处秘书、2009年3月出任一处处长，同年10月出任办公厅副主任、党组成员，同年12月兼任党组纪检组组长。2013年3月，田志强出任中共海南省委副秘书长、省委财经领导小组办公室（省委农村工作领导小组办公室）主任。2015年1月，田志强下调到地方，出任中共屯昌县委书记。2021年8月28日，田志强调任中共琼海市委书记。

### 落马
2024年10月21日田志强涉嫌严重违纪违法接受海南省纪委监委纪律审查和监察调查。其领导罗保铭已经落马。